# Peranema cryptocercum
Peranema cryptocercum is een soort in de taxonomische indeling van de Euglenozoa. Deze micro-organismen zijn eencellig en meestal rond de 15-40 mm groot. Het organisme komt uit het geslacht Peranema en behoort tot de familie Peranemaceae. Peranema cryptocercum werd in 1976 ontdekt door Skuja Popova.